# جامع السفاحية
جامع السفاحية هو جامع تاريخي يقع غرب جنوب القلعة في حي السفاحية بحلب. بناه القاضي أحمد بن صالح بن أحمد السفاح على أنقاض معصرة للسيرج. كانت مدرسة (المدرسة السفاحية) قبل أن تحول إلى مسجد., اعيد ترميمه سنة 1343هـ الموافق 1925م.
الجامع مشهور بمئذنته المثمنة.
يعود جامع ومدرسة «السفاحية» إلى العصر المملوكي، تتميز واجهته بالزخارف الحجرية المحفورة بشكل هندسي فريد.
«يوجد فوق باب الجامع نقش كتابي يحمل هذا النص: بسم الله الرحمن الرحيم، أنشأ هذا المكان المبارك وأوقفه جامعاً ومدرسة وشرط إمامها وخطيبها شافعي المذهب الفقير إلى الله أحمد بن السفاح الشافعي في شهور رجب الفرد سنة ثمان وعشرين وثمانمئة في أيام الملك الأشرف «أبي النصر الدقماقي»، وهذا التاريخ يوافق عام 1425م».